# Davide Martinelli
Davide Martinelli (Brescia, 31 de maig de 1993) és un ciclista italià, professional des del 2016 i fins al 2023. Combina el ciclisme en pista amb la carretera. En el seu palmarès destaquen tres campionats nacions de contrarellotge sub-23 i una etapa a la Volta a Polònia de 2016

## Palmarès
- 2011
  -  Campió d'Itàlia de persecució júnior
  - 1r al Memorial Davide Fardelli júnior
  - 1r al Trofeu Emilio Paganessi
- 2012
  - 1r a la Copa del Grano
- 2013
  -  Campió d'Itàlia de contrarellotge sub-23
- 2014
  -  Campió d'Itàlia de contrarellotge sub-23
- 2015
  -  Campió d'Itàlia de contrarellotge sub-23
  - 1r a la Coppa Caduti Nervianesi
  - 1r a la Parma-La Spezia
- 2016
  - Vencedor d'una etapa al Tour La Provence
  - Vencedor d'una etapa a la Volta a Polònia

### Resultats al Giro d'Itàlia
- 2017. 153è de la classificació general